# Apostelbräu
Der Apostelbräu (auch Hirz Bräu) ist eine Bierbrauerei im niederbayerischen Hauzenberg, einer Stadt im Landkreis Passau. Die Brauerei hatte 2008 eine Jahresproduktion von 8000 Hektolitern, zu ihr gehören eine Brauereigaststätte (Birreria), eine Brennerei und ein Museum.

## Geschichte
Die Brauerei wurde 1890 von Josef Hirz in der Hauzenberger Bräugasse gegründet und befindet sich seitdem im Familienbesitz. Sein Sohn Max sen. und dessen Sohn Max führten das Unternehmen von 1931 an. Der Urenkel des Gründers, Max Hirz jun. baute 1965 die Brauerei an ihrem heutigen Standort neu auf. Max Hirz jun. und dessen Sohn Rudolf Hirz begannen 1989 mit der Herstellung von Dinkel-Bier, dem Ersten seiner Art in Deutschland. Weitere Sorten, das Museum und die Brennerei (2015) folgten.

## Biere
Die Produktpalette umfasst die Biersorten 1. Original Dinkel-Bier, Hauzenberger Granit Weiße, Traditionelles 5-Korn-Bier, Original Roggen-Bier, 1st Bavarian Pale Ale, Lower Bavarian Farmhouse, Bavarian Forest Spelt Ale, Granites Tub, Capt’n Spelt Chuck’s Barrel, Hopfenklang Partitur 3 und Hopfen Prof. Grünhopfen-Sud.
Zusätzlich werden die biozertifizierten Sorten Einkorn-Gourmet-Bier, Historisches Emmer Bier und Schwarzer Hafer produziert.
Seit 2025 braut Apostelbräu das Deibl Weißbier Neuhaus am Inn nach dem Rezept von Rudolf Deibl, dem Großvater von Rudolf Hirz.
Abgefüllt wird in Kronkorkenflaschen.

## Whisky
Am 16. Mai 2015 wurde der erste Apostelbräu-Whisky gebrannt. Verwendet wurde dazu Dinkel-Korn. Nach einer Reifezeit von drei Jahren wird er nun in Granitfässern als Bavarian Granit-Whisky vermarktet.

## Museum
Das zur Brauerei gehörige Dinkelbier-Museum bietet Einblicke in die Brautechnik um 1900, darunter ein Sudhaus und restaurierte Geräte.

## Birreria
Die frühere Brauereigaststätte wurde von Rudolf Hirz in eine Erlebnisgastronomie mit der Verbindung von Bier, Pizzeria und Bar umgestaltet.